# ザバイカル戦線
ザバイカル戦線（ロシア語: Забайка́льский фро́нт、ザバイカル方面軍、もしくはザバイカル正面軍とも）は、第二次世界大戦中にソ連のバイカル湖東部地域に設置された赤軍の方面軍級部隊である。大戦末期、ソ連対日参戦に参加した。

## 概要
1941年9月15日、ザバイカル軍管区（第17軍、第36軍）に基づき設置。1942年8月1日、戦線航空部隊に基づき第12航空軍編成。
独ソ戦中、ザバイカル戦線は、後背地として機能し、16個師団（11個狙撃師団、1個騎兵師団、3個戦車師団、1個自動車化狙撃師団）、2個旅団（1個狙撃旅団、1個砲兵旅団）、兵員30万人、火砲2千門以上、戦車1,400両以上を前線に送り出した。
1945年6月20日、第39軍、7月1日、最高司令部予備から第53軍、第6親衛戦車軍、7月5日、騎兵・機械化群（司令官：イッサ・プリーエフ大将）が編成された。
1945年8月、興安総省（ヒンガン）・奉天市（ムクデン）方面において戦略満洲作戦に参加。戦線部隊は、内蒙古と張家口特別市（ハールガン）、ドローンノール、ソルン、ハイラール方面の要塞を突破し、モンゴル人民革命軍と協同で、関東軍（第3方面軍の第44軍及び第30軍、第4軍、綏遠軍集団）を撃破し、大興安嶺を越えた。8月18日、張家口特別市、熱河省承徳県、赤峰、奉天市、新京特別市、チチハル市の線まで進出した。停戦後、日本軍の武装解除と降伏受け入れに従事した。
1945年9月10日付最高司令部スタフカの命令に従い、10月9日、ザバイカル戦線は解散された。戦線の指揮機関と部隊は、ザバイカル・アムール軍管区に改編された。モンゴル軍部隊は、モンゴル人民共和国軍に復帰した。

## 編制
- 第17軍：
- 第36軍：司令官アレクサンドル・ルチンスキー
- 第39軍：1945年6月20日編成。
- 第53軍：1945年7月1日編成。
- 第6親衛戦車軍：司令官アンドレイ・クラフチェンコ大将。1945年7月1日編成。
- 第12航空軍：1942年8月1日編成。
- 騎兵・機械化群：司令官イッサ・プリーエフ。1945年7月5日編成。ソビエト・モンゴル合同部隊。

## 指揮官
司令官：
1. ミハイル・コワリョフ大将（1941年7月～1945年7月）
2. ロディオン・マリノフスキーソ連邦元帥（1945年7月～10月）

軍事会議議員：
1. コンスタンチン・ジミン（ロシア語版）中将（1941年9月～1944年7月）
2. コンスタンチン・ソロキン（ロシア語版）少将（1944年7月～1945年7月）
3. アレクサンドル・チェフチェンコフ（ロシア語版）中将（1945年7月～10月）

参謀長
1. エフィム・トロツェンコ（ロシア語版、英語版）中将（1941年9月～1945年7月）
2. マトヴェイ・ザハロフ上級大将（1945年7月～10月）